# Gustav Bark
Gustav Bark (* 30. Oktober 1889 in Basel; † April 1970 in Guntershausen) war ein Schweizer Fussballspieler und -trainer.

## Karriere
Er spielte als Mittelläufer zunächst für die BSC Old Boys Basel. 1911 trat er in Nürnberg bei der Firma MAN eine Stelle als Maschinenbauingenieur an und trat dem 1. FC Nürnberg bei. Im Spiel gegen Union Stuttgart (1:3) am 12. März 1911 spielte er erstmals für den Club, für den er bis 1924 438 Spiele bestritt. Bereits mit 19 Jahren hatte er als Nationalspieler für die Schweiz debütiert.
Ab 1916 war er Kapitän und Spielertrainer jener Fussballmannschaft, die in den 1920ern zur erfolgreichsten Deutschlands wurde. 1920, 1921 und 1924 errang die von Gustav Bark geführte Mannschaft die Deutsche Meisterschaft, wenngleich für die Endrunde 1921, wie auch 1922, mit dem Ungarn Izidor „Dori“ Kürschner ein professioneller Trainer verpflichtet wurde. Bark spielte dabei inzwischen als Rechtsverteidiger, der für sein Kopfballspiel und seine Schnelligkeit bekannt war. Bei seinen Vorstössen gelang ihm auch so manches Tor. Im Juni 1924 verabschiedete er sich aus Nürnberg und beendete seine Karriere als Fussballspieler.

## Sonstiges
Nach Neuhausen am Rheinfall verzogen, nahm er eine Trainertätigkeit beim FC Schaffhausen auf.
Für seine Verdienste um den 1. FC Nürnberg wurde er von diesem zum Ehrenspielführer ernannt. Der Süddeutsche Fußball-Verband zeichnete ihn mit der Verleihung der Ehrennadel des Verbandes aus.